# Orrin Holt
Orrin Holt (* 13. März 1792 in Willington, Tolland County, Connecticut; † 20. Juni 1855 in East Willington, Connecticut) war ein US-amerikanischer Politiker. Zwischen 1836 und 1839 vertrat er den Bundesstaat Connecticut im US-Repräsentantenhaus.

## Werdegang
Nach einer eher schlechten Grundschulausbildung wurde Orrin Holt in der Landwirtschaft tätig. Politisch war er Mitglied der Demokratischen Partei von Präsident Andrew Jackson. Zwischen 1830 und 1832 war er Abgeordneter im Repräsentantenhaus von Connecticut; von 1835 und 1836 saß er im Staatssenat.
Nach dem am 4. Juli 1836 erfolgten Rücktritt des Kongressabgeordneten Andrew T. Judson, der zum Bundesrichter berufen worden war, wurde Holt als dessen Nachfolger in das US-Repräsentantenhaus in Washington, D.C. gewählt. Nach einer Bestätigung bei den regulären Kongresswahlen des Jahres 1836 konnte er zwischen dem 5. Dezember 1836 und dem 3. März 1839 den sechsten Wahlbezirk Connecticuts im Kongress vertreten.
Nach dem Ende seiner Zeit im US-Repräsentantenhaus arbeitete Holt wieder in der Landwirtschaft. Er machte aber auch bei der Nationalgarde von Connecticut Karriere. Dort brachte er es bis zum Generalinspekteur. Orrin Holt starb im Juni 1855 in East Willington.